# Njudungskirche

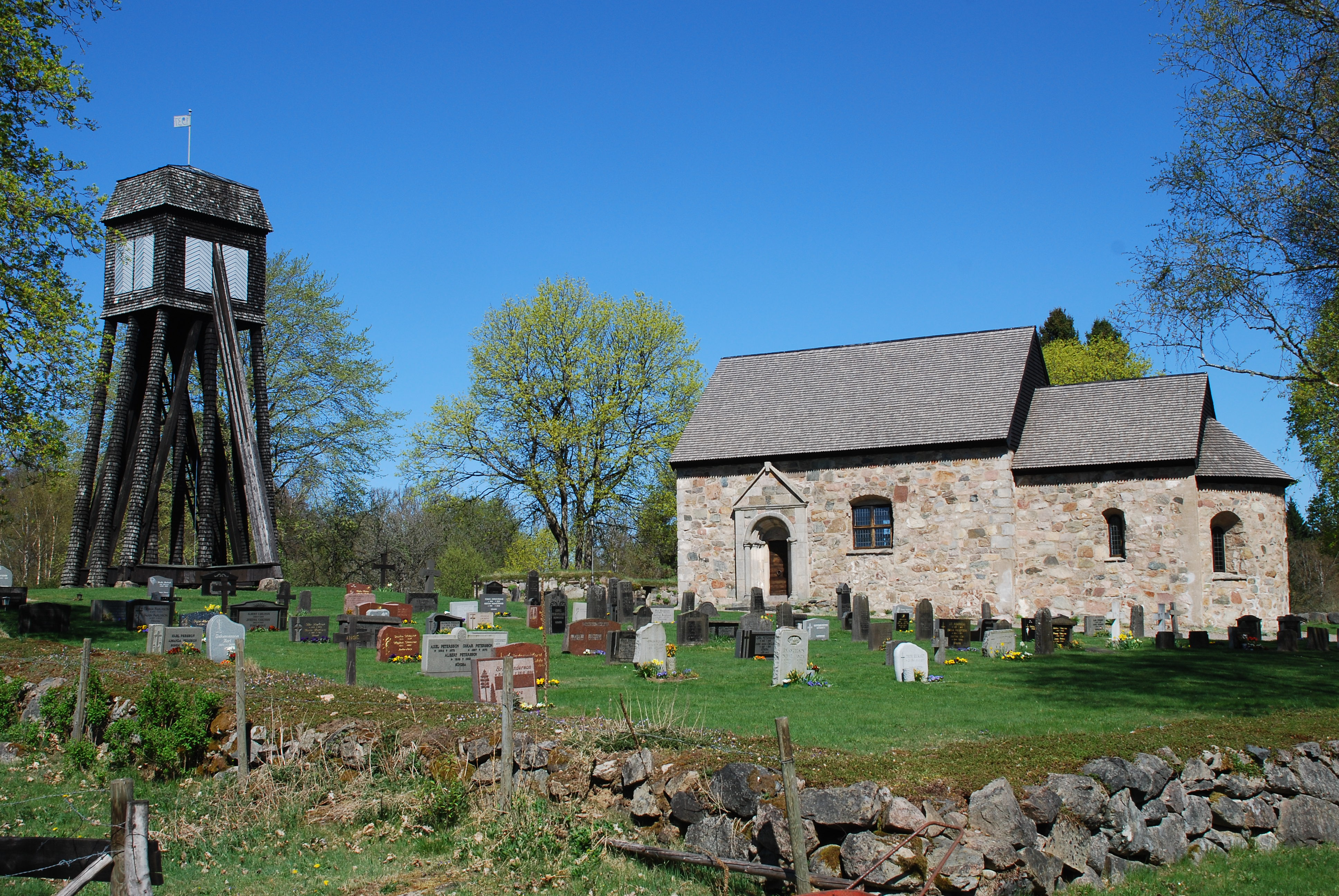
Kirche von Gamla Hjälmseryd

Als Njudungskirchen wird eine Gruppe von Kirchen in Schweden bezeichnet, die in Njudung, einem der später zu Småland gehörenden sogenannten kleinen Länder, im Mittelalter während des 12. Jahrhunderts gebaut wurden.
Insgesamt werden neun Kirchen zu den Njudungskirchen gezählt. Alle Kirchen wurden im romanischen Stil aus Stein errichtet und befinden sich auf dem heutigen Gebiet der Gemeinden Sävsjö und Vetlanda. Es wird davon ausgegangen, dass diese Kirchen von Steinmetzen gebaut wurden, die auch beim Bau des Doms zu Lund beteiligt waren.
Bei den Njudungskirchen handelt es sich um die Alte Kirche von Lannaskede, die Alte Kirche von Myresjö, die Kirche von Nävelsjö, die Kirche von Näsby, die Kirche von Gamla Hjälmseryd, die Kirche von Hjärtlanda, die Kirche von Hylletofta, die Kirche von Norra Ljunga und die Alte Kirche von Vallsjö.